# L'Appât de l'or noir
Pour plus de détails, voir Fiche technique et Distribution.
L'Appât de l'or noir (titre original : Der Ölprinz litt. « Le Prince du pétrole ») est un film yougo-allemand réalisé par Harald Philipp, sorti en 1965, d'après l'œuvre de Karl May.

## Synopsis
Le bandit surnommé le "Prince du pétrole" veut escroquer le banquier Duncan avec un faux puits. Mais une colonie s'installe sur le terrain où il veut mettre le puits. Le prince fait échanger l'éclaireur des colons par un de ses hommes. Old Surehand et Winnetou arrivent et sauvent la colonie.
Winnetou convainc le chef Navajo Nitsas-ini de la nature pacifique des colons et de les laisser passer sur son territoire avec à leur tête Old Wabble pour un arrêt au bord de la rivière Chinla.
Alors qu'il se rend chez les Comanches, Old Surehand est attiré dans un piège par les hommes du Prince, il est sauvé par Winnetou. Les colons, parmi eux la veuve Ebersbach, le chantre Hampel, le tricheur Richard Forsythe et l'homme d'affaires louche Bergmann, se préparent à passer la nuit près de la rivière quand les hommes du Prince les agressent. Winnetou et Old Surehand les repoussent de nouveau.
Le Prince du pétrole tente un nouveau plan. Il tue le fils du chef Mokaschi et fait croire aux Indiens que les colons sont le meurtrier. Les Indiens s'apprêtent à commettre leur vengeance quand Old Surehand s'interpose et leur promet de livrer le véritable tueur avant le lendemain. Winnetou veut faire passer les femmes et les enfants sur la rivière en furie sur un radeau en toute sécurité. Mais ils tombent à l'eau, heureusement ils sont secourus par Old Surehand. Ce dernier se lance à la poursuite du Prince qui a réussi son escroquerie et l'arrête après s'être bagarré.
Les Indiens, impatients, commencent leur attaque contre les colons. Les premières voitures sont déjà en flammes lorsque Old Shurehand est de retour. Il leur livre le Prince.

## Fiche technique
- Titre : L'Appât de l'or noir
- Titre original : Der Ölprinz
- Réalisation : Harald Philipp, assisté de Stipe Delic et d'Uwe Gravenholdt
- Scénario : Fred Denger, Harald Philipp
- Musique : Martin Böttcher
- Direction artistique : Tihomir Piletic, Zeljko Sitaric
- Costumes : Irms Pauli
- Photographie : Heinz Hölscher
- Son : Matija Barbalic
- Montage : Hermann Haller
- Production : Horst Wendlandt
- Sociétés de production : Rialto Film, Jadran film
- Société de distribution : Constantin Film
- Pays d'origine :  Allemagne de l'Ouest,  Yougoslavie
- Langue : allemand
- Format : Couleur - 2,35:1 - Mono - 35 mm
- Genre : Western
- Durée : 89 minutes
- Dates de sortie :
  -  Allemagne de l'Ouest : 25 août 1965.
  -  États-Unis : 20 janvier 1966.
  -  Turquie : 16 février 1966.
  -  France : 15 juin 1966[1].
  -  Finlande : 29 juillet 1966.
  -  Suède : 25 août 1966.
  -  Argentine : 20 janvier 1967.
  -  Mexique : 21 juillet 1967.

## Distribution
- Stewart Granger (VF : Michel Gudin) : Old Surehand
- Pierre Brice (VF : Marc Cassot) : Winnetou
- Harald Leipnitz (VF : Henry Djanik) : Le Prince du pétrole
- Macha Méril : Lizzy
- Mario Girotti (VF : Claude Bertrand) : Richard Forsythe
- Walter Barnes (VF : Jean Berton) : Campbell
- Antje Weisgerber (de) (VF : Sylvie Deniau) : Mme Ebersbach
- Paddy Fox : Old Wabble
- Heinz Erhardt : Hampel
- Mavid Popović: Mokaschi
- Gerd Frickhöffer (VF : Émile Duard) : Kovacz
- Veljko Maricić : Bergmann
- Dušan Janićijević : Butler
- Slobodan Dimitrijević : Knife
- Davor Antolić : Paddy
- Zvonimir Crnko : Billy Forner
- Ilija Ivezić : Webster
- Petar Petrović : Jimmy
- Slobodan Vedernjak : John
- Branko Supek : Jack
- Marinco Cosić : Tobby
- Vladimir Leib : Duncan
- Stole Aranđelović : Un bandit
- Antun Nalis : Jenkins
- Petar Dobric : Nitsas-Ini
- Sime Jagarinec : Le fils de Mokaschi